# Nagisa Oshima
Nagisa Oshima, född 31 mars 1932 i Kyoto, död 15 januari 2013 i Fujisawa, Kanagawa, var en japansk filmregissör och manusförfattare.

## Filmografi (urval)
- 1971 – Ceremonin
- 1976 – Sinnenas rike
- 1978 – Passionernas rike
- 1983 – Merry Christmas, Mr. Lawrence
- 1999 – Tabu